# Macromitrium fimbriatum
Macromitrium fimbriatum là một loài Rêu trong họ Orthotrichaceae. Loài này được (P. Beauv.) Schwägr. mô tả khoa học đầu tiên năm 1823.